# ジョーダン・アンドラーデ
ジョーダン・アンドラーデ（Jordin Andrade、1992年5月5日 - ）は、カーボベルデの陸上競技選手、専門はハードル走。アメリカ合衆国ワシントン州フェデラルウェイ出身。カーボベルデとアメリカ合衆国の二重国籍。伯父のヘンリー・アンドラーデもハードル走の選手で、1996年アトランタオリンピックに出場している。父親のジョー・アンドラーデも陸上競技選手である。
2016年のリオデジャネイロオリンピックの男子400mハードルに出場した。2021年の東京オリンピックでも同種目に出場した。

## 主な戦績
| 年   | 大会                       | 開催地           | 種目         | 順位              | 記録     | 備考 |
| ---- | -------------------------- | ---------------- | ------------ | ----------------- | -------- | ---- |
| 2016 | アフリカ陸上競技選手権大会 | ダーバン         | 400mハードル | 5位               | 49秒62   |      |
| 2016 | オリンピック               | リオデジャネイロ | 400mハードル | 準決勝敗退 (16位) | 49秒35   |      |
| 2017 | フランス語圏競技大会       | アビジャン       | 400mハードル | 優勝              | 49秒66   |      |
| 2017 | 世界陸上競技選手権大会     | ロンドン         | 400mハードル | 予選敗退 (26位)   | 50秒32   |      |
| 2018 | アフリカ陸上競技選手権大会 | アサバ           | 400mハードル | 予選敗退 (13位)   | 52秒28   |      |
| 2019 | アフリカ競技大会           | ラバト           | 400mハードル | 予選敗退 (12位)   | 51秒65   |      |
| 2021 | オリンピック               | 東京             | 400mハードル | 予選敗退 (32位)   | 50秒64   |      |
| 2022 | 世界陸上競技選手権大会     | ユージーン       | 400mハードル | 予選敗退          | 途中棄権 |      |

## 記録
| 種目         | 記録   | 年月日        | 場所         | 備考 |
| ------------ | ------ | ------------- | ------------ | ---- |
| 100m         | 10秒89 | 2017年7月8日  | マイア       |      |
| 200m         | 21秒86 | 2014年6月7日  | ロサンゼルス |      |
| 400m         | 47秒57 | 2013年4月6日  | ナンパ       |      |
| 400mハードル | 49秒24 | 2015年6月12日 | ユージーン   |      |